# A65 (Frankrijk)
De A65, oftewel Autoroute de Gascogne, is een autosnelweg in Frankrijk die de plaatsen Langon (in Gironde) en Poey-de-Lescar bij Pau (Pyrénées-Atlantiques) met elkaar verbindt. De totale lengte van de  weg is 154 km. 
Na een bouwperiode van 2 jaar werd de weg op 14 december 2010 vrijgegeven voor het verkeer.
Er bestaan, zonder concrete begin- en opleverdatum, plannen om de weg door te trekken richting de A89 bij Libourne.

## Knooppunten
- Met de autosnelweg A62 bij Langon.
- Met de autosnelweg A64 bij Poey-de-Lescar.